# 라본티의 저주
라본티의 저주(Curse of LaBonte)는 1972년 독일 가르미슈파르텐키르헨에서 열렸던 에어 캐나다 실버 브룸 대회(현재의 세계 컬링 선수권 대회) 결승전에서, 미국 팀의 스킵인 로버트 라본티(Robert LaBonte)가 실수한 것을 노려 우승한 캐나다가 1980년 대회에서 우승할 때까지 세계 컬링 선수권 대회에서 계속 우승하지 못한 불운을 일컫는 말이다. 1980년 캐나다의 세계 컬링 선수권 우승을 소개한 기사를 쓴 캐나다 기자인 래리 터커가 최초로 사용한 것으로 여겨진다.

## 상황
당시 결승전은 오레스트 멜러슈크가 스킵을 맡은 캐나다팀과 로버트 라본티가 스킵을 맡은 미국팀의 경기였다. 마지막 엔드에서 미국에 두 포인트 뒤져 있었던 캐나다는 연장전으로 가기 위해 두 포인트를 반드시 따내야 했다. 마지막 엔드에서 해머를 갖고 있었던 캐나다팀이 마지막 스로잉을 할 당시, 버튼 가장 가까이에 있는 스톤은 미국팀의 것이었고 바로 그 다음으로 캐나다팀의 스톤이 있었으며, 마지막으로 미국팀의 스톤 하나가 8피트 원의 끝에 물려 있었다. 따라서 캐나다가 2점을 얻기 위해서는 마지막 스톤으로 버튼 가장 가까이에 있는 미국의 스톤을 쳐내면서 하우스 안에 있는 또 다른 미국의 스톤보다 버튼에 가깝게 멈춰야만 했다.
캐나다팀의 스킵인 멜러슈크가 던진 스톤은 중앙의 미국 스톤을 맞춰 밀어낸 뒤 8피트 원의 바깥을 향해 계속 미끄러져 갔다. 스톤이 정지했을 때 버튼과의 거리는 미국의 나머지 하나의 스톤과 거의 비슷했지만, 미국팀의 서드였던 프랭크 아산드는 그들이 이겼다고 판단하고 환호하며 뛰었다. 하지만 그러는 동안에도 캐나다의 서드였던 데이브 로마노는 미국팀의 스톤과 자신들의 스톤 중 어느 것이 버튼에서 더 가까운지 계속 비교하고 있었다. 로마노가 스톤의 위치를 보고 있는 동안, 미국팀의 라본티도 역시 승리를 확신하며 뛰어오르다가 실수로 미끄러졌고, 이 과정에서 캐나다팀의 스톤을 발로 차고 말았다. 캐나다의 로마노가 버튼에서 두 번째로 가까운 스톤이 미국팀의 것이라는 데에 아직 동의하지 않은 상황에서 라본티가 스톤을 건드렸기 때문에 캐나다가 2점을 획득한 것으로 판정, 추가 엔드 경기를 갖게 되었다. 그리고 이 추가 엔드에서 캐나다가 1점을 더 획득하여 10-9로 승리해 캐나다가 우승했으나, 이후 1980년 대회까지 한번도 우승하지 못했다.

## 참고 자료
- (영어) The Curling News - Labonte Curse - YouTube.com
- (영어) CBC Archives: The "Curse" of LaBonte
- (영어) Canada Curls: The Illustrated History of Curling In Canada by Doug Maxwell. Whitecap Books, 2002.
- (영어) World Curling Federation: 1972 Air Canada Silver Broom